# Власова Олеся Юріївна
Олеся Юріївна Власова (нар. 14 вересня 1974) — українська акторка театру і кіно та телеведуча російського походження. Заслужена артистка України (2020). Дворазова лауреатка театральної премії «Київська пектораль» (1999, 2004). Входить до ТОП-20 акторок України за версією видання «Українська правда. Життя» (2009).

## Життєпис
Народилася 14 вересня 1974 року в Підмосков'ї.
У ранньому дитинстві переїхала з батьками до Одеси, де закінчила школу. З 1990 по 1995 роки вчилася в Одеському театральному ліцеї і працювала ведучою телепередач на «7-му каналі». У 1999 році закінчила Київський інститут театрального мистецтва ім. І. Карпенко-Карого.
З 2000 року — акторка «Нового Драматичного театру на Печерську».
Одружена з українським актором Ігорем Рубашкіним. Народила двох дочок: Апполінарію (Поліну) і Варвару.

## Творчість

### Ролі в театрі
- 1998 «Людина з Ламанчі» — Альдонса
- 2001 «Острів нашої Любові та Надії» — Лізка
- 2002 «Арлекіно. Слуга двох панів» — Беатріче
- 2003 «Іонич» — Ганна Мартинівна Змеюкіна
- 2003 «П'ять розповідей Пелевіна» — Таня
- 2003 «Варшавська мелодія — 2» — Геля
- 2003 «Школа донжуанів» — Журналістка (Олександра — Олександр)
- 2004 «Закон Танго» — співавторка сценарію, авторка пісенних текстів
- 2005 «Майстер і Маргарита» — Маргарита
- 2005 «Біла ворона» — Розпусниця
- 2012 «Люкс для іноземців» — Бренда Паркер

### Фільмографія
| Рік         |    | Назва                                                                | Роль                                                          |    |
| ----------- | -- | -------------------------------------------------------------------- | ------------------------------------------------------------- | -- |
| 1998        | ф  | Жертва (реж. Юрій Одинокий, на замовлення "USAID")                   | головна роль                                                  | ру |
| 2001        | с  | Слід перевертня (Росія, Україна)                                     | епізод                                                        | ру |
| 2002        | с  | Під дахами великого міста                                            | Наташа                                                        | ру |
| 2002        | с  | Право на захист                                                      | продавчиня Даша                                               | ру |
| 2003        | с  | Дух землі (Росія, Україна)                                           | епізод                                                        | ру |
| 2003        | с  | Європейський конвой (Україна)                                        | Тереза (головна роль)                                         | ру |
| 2003        | с  | Леді Мер                                                             | епізод                                                        | ру |
| 2004        | с  | Попіл Фенікса                                                        | епізод                                                        | ру |
| 2005        | с  | Банкірши                                                             | епізод                                                        | ру |
| 2005        | с  | Повернення Мухтара-2                                                 | сестра Семена (40 серія «Особливі прикмети»)                  | ру |
| 2005        | с  | Непрямі докази                                                       | Галя                                                          | ру |
| 2005        | тф | Міф про ідеального чоловіка. Детектив від Тетяни Устинової (Україна) | Галка (в титрах - Олеся Слобідська)                           | ру |
| 2005        | тф | З днем народження, королева! (Україна)                               | Франсина                                                      | ру |
| 2006        | с  | Все включено (Росія, Україна)                                        | епізод                                                        | ру |
| 2006        | с  | Дідусь моєї мрії-2 / Давай одружимося! (Україна)                     | Олеся                                                         | ру |
| 2006        | с  | Золоті хлопці-2 / Криваве коло (Росія, Україна)                      | Люба Литовченко                                               | ру |
| 2006        | тф | Дивне Різдво (Україна)                                               | Люба (медсестра)                                              | ру |
| 2006        | тф | Четверта група                                                       | Оля                                                           | ру |
| 2006 - 2007 | с  | Ситуація 202 (Україна)                                               | секретарка-заступниця міністра                                | ру |
| 2007        | ф  | Рік Золотої Рибки                                                    | епізод                                                        | ру |
| 2007        | тф | Діви ночі (Україна)                                                  | Дзвінка                                                       | ру |
| 2007        | ф  | Знак долі                                                            | Олена (молодша сестра Казанцева)                              | ру |
| 2007        | ф  | Інді (Росія, Україна)                                                | Анжела (секретарка)                                           | ру |
| 2007        | ф  | Люблю тебе до смерті                                                 | дівчина на ресепшн                                            | ру |
| 2007        | тф | Психопатка (Україна)                                                 | перукарка                                                     | ру |
| 2007        | с  | Вбити змія                                                           | Катя                                                          | ру |
| 2008        | тф | Донечка моя (Україна)                                                | Ксюша Капустіна                                               | ру |
| 2008        | с  | Зачароване кохання (Україна)                                         | Катя                                                          | ру |
| 2008        | с  | Загін (Росія, Україна)                                               | Юлія                                                          | ру |
| 2009        | ф  | Її серце (Україна)                                                   | Ліля, мати Олени                                              | ру |
| 2009        | с  | Пастка (Росія, Україна)                                              | Зоя                                                           | ру |
| 2010        | ф  | Двоє (Росія, Україна)                                                | Ханна (єфрейторка-кінологиня)                                 | ру |
| 2010        | ф  | Дамський гамбіт / Мільйон до неба (Україна)                          |                                                               | ру |
| 2010        | с  | Трава під снігом (Росія, Україна)                                    | Саша (сестра Лесі)                                            | ру |
| 2010        | с  | Я тебе нікому не віддам (Росія, Україна)                             | Ольга (вчителька в музичній школі)                            | ру |
| 2011        | тф | Темні води                                                           | вагітна пацієнтка                                             | ру |
| 2012        | с  | Жіночий лікар (Україна)                                              | Єлизавета Філатова, завідувачка пологового відділення         | ру |
| 2012        | тф | Свідок                                                               | Ліза (дружина Івана)                                          | ру |
| 2013        | с  | Жіночий лікар-2 (Україна)                                            | Єлизавета Філатова, начмед, завідувачка пологового відділення | ру |
| 2014        | тф | Коли наступить світанок                                              | Зіна (продавчиня)                                             | ру |
| 2014        | с  | Швидка допомога (Україна)                                            | Анна Селіванова (дитяча кардіологиня)                         | ру |
| 2014        | с  | Сни (Росія Україна)                                                  | Головна роль                                                  | ру |
| 2016        | с  | Запитайте у осені (Україна)                                          | Олена                                                         | ру |
| 2016        | с  | Чорна квітка (Україна)                                               | Лера                                                          | ру |
| 2016        | с  | Поганий хороший коп                                                  | Юлія Приходько                                                | ру |
| 2016        | с  | Майор і магія                                                        | епізод                                                        | ру |
| 2016        | с  | Співачка (Україна)                                                   | Олена                                                         | ру |
| 2016 - 2017 | с  | Райське місце (Україна)                                              | Марина Марченко                                               | ру |
| 2017        | с  | Лінія світла (Росія, Україна)                                        | епізод                                                        | ру |
| 2017        | с  | Підкидьки-2 (Україна)                                                | Анжела Юріївна Таранцова                                      | ру |
| 2017        | с  | Квіти дощу (Україна)                                                 | епізод                                                        | ру |
| 2017 - 2018 | с  | Коли ми вдома. Нова історія (Україна)                                | мати Каті                                                     | ру |
| 2018        | с  | Подорож до центру душі (Україна)                                     | знахарка Тетяна                                               | ру |
| 2019        | с  | СидОренки-СидорЕнки (Україна)                                        | Ольга                                                         | ру |
| 2020        | с  | Сліди, що зникають                                                   |                                                               | ру |

### Телебачення
- 1992—1995: Диктор телеканалу «7-й канал», м. Одеса[5]
- 2006: Телегра «Природний відбір»[6]
- 2007—2008: ведуча ранкової телепрограми «Підйом» на «Новому каналі», м. Київ[7]
- 2007: Ігри патріотів[8]
- 2008: Кулінарний дует — 2. Олеся Власова[9]
- 2012: Велика різниця по-українськи. Випуск 40[10]

## Нагороди та номінації
| Рік                  | Категорія                       | Робота                 | Результат |
| -------------------- | ------------------------------- | ---------------------- | --------- |
| «Київська пектораль» |                                 |                        |           |
| 1999                 | Найкращий дебют                 | Людина з Ламанчі       | Перемога  |
| 2004                 | Найкраще виконання жіночої ролі | Варшавська мелодія — 2 | Перемога  |
| 2006                 | Найкраще виконання жіночої ролі | Майстер і Маргарита    | Номінація |